# Ratitovec
Ratitovec je nadaljevanje grebena Spodnjih Bohinjskih gora, od katerega ga loči Bohinjsko sedlo blizu Soriške planine, in doseže najvišjo točko v vrhovih Gladkega vrha 1666 mnm in Altemaverja 1678 mnm.
Ratitovec je dolgo travnato sleme, ki poteka v smeri vzhod - zahod in le narahlo valovi. Severna stran Ratitovca je položno pobočje, ki kmalu preide v gozdove Jelovice. Južna pobočja strmo padajo na teraso, kjer ležijo vasi Danje, Prtovč, Ravne, Torka in Zabrdo. S terase pod vasmi se gozdovi strmo spuščajo v dolino Selščice. Razgled z Ratitovca je eden izmed najlepših v naših planinah, saj je Ratitovec toliko odmaknjen od osrednjega dela Julijcev, da so le ti videti
kot velika enotna gmota. Lepo pa so vidne tudi Karavanke in Kamniške Alpe.
Glavne vzpetine na slemenu Ratitovca so: Altemaver (1672 mnm), ki je obenem tudi najvišji vrh grebena, Gladki vrh (1666 mnm), Kremant (1658 mnm), in Kosmati vrh (1644 mnm). 
Na Ratitovcu, tik pod Gladkim vrhom, je v poletnih mesecih oskrbovan planinski dom, Krekova koča na Ratitovcu. Ob lepem vremenu je koča odprta tudi izven sezone, ob sobotah, nedeljah in praznikih.

## Dostopi
- S Soriške planine, 3 ure
- Iz vasi Prtovč, 2 uri
- Iz vasi Torka čez Povden, 1½ ure
- Iz Bitenjske planine na Jelovici 2½ ure
- Iz planine Pečana, 1 ura